# خلالة مدارية
خلالة مدارية (الاسم العلمي: Acetobacter tropicalis) هي نوع من البكتيريا يتبع جنس الخلالة من الفصيلة الخلالية.